# Leonie Maier
Leonie Maier (født 29. september 1992) er en kvindelig tysk fodboldspiller, der spiller forsvar for engelske Everton i FA Women's Super League og Tysklands kvindefodboldlandshold.
Hun har tidligere spillet de tyske klubber VfL Sindelfingen, SC 07 Bad Neuenahr og Bayern München, samt den engelske storklub Arsenal. Hun blev første gang indkaldt af daværende landstræner Silvia Neid til det tyske A-landshold i 13. juli 2013 mod Canada.
Maier underskrev i juli 2021 en to-årig kontrakt med  under for Everton, frem til slutningen af 2023. Hun scorede sit første mål for klubben i sin debut, i en 3-1-sejr mod Birmingham City W.F.C..